# Сучава (цинут)
Суча́ва — один из десяти цинутов Румынии в 1938—1940 гг. В него входила Буковина и часть Бессарабии. Столица — город Черновцы.

## Герб
Герб состоял из семи вертикальных полос (4 красных, 3 синих). Это изображало семь жудецов, входивших в состав цинута Сучава. На фоне полос была крепость в городе Сучава.

## Состав
Цинут состоял из семи жудецов:
- Дорохой
- Кымпулунг
- Рэдэу
- Сторожинец
- Сучава
- Хотин
- Черновцы